# Elezioni politiche in Italia del 1983 per circoscrizione (Senato della Repubblica)
Le elezioni politiche in Italia del 1983 nelle circoscrizioni del Senato della Repubblica videro i seguenti risultati.

## Risultati
Circoscrizione Piemonte;
| Liste                                         | Voti      | %     | Seggi |
| --------------------------------------------- | --------- | ----- | ----- |
| Partito Comunista Italiano                    | 788 203   | 30,76 | 8     |
| Democrazia Cristiana                          | 722 774   | 28,21 | 7     |
| Partito Socialista Italiano                   | 268 594   | 10,48 | 3     |
| Partito Repubblicano Italiano                 | 205 564   | 8,02  | 2     |
| Partito Liberale Italiano                     | 185 553   | 7,24  | 2     |
| Partito Socialista Democratico Italiano       | 137 719   | 5,37  | 1     |
| Movimento Sociale Italiano - Destra Nazionale | 130 228   | 5,08  | 1     |
| Partito Radicale                              | 70 922    | 2,77  | –     |
| Democrazia Proletaria                         | 38 281    | 1,49  | –     |
| Lista per Trieste                             | 14 397    | 0,56  | –     |
| Totale                                        | 2 562 235 | 100   | 24    |

Circoscrizione Lombardia;
| Liste                                         | Voti      | %     | Seggi |
| --------------------------------------------- | --------- | ----- | ----- |
| Democrazia Cristiana                          | 1 747 002 | 34,41 | 17    |
| Partito Comunista Italiano                    | 1 447 823 | 28,52 | 15    |
| Partito Socialista Italiano                   | 615 644   | 12,13 | 6     |
| Partito Repubblicano Italiano                 | 349 351   | 6,88  | 3     |
| Movimento Sociale Italiano - Destra Nazionale | 255 667   | 5,04  | 2     |
| Partito Liberale Italiano                     | 197 084   | 3,88  | 2     |
| Partito Socialista Democratico Italiano       | 192 172   | 3,79  | 2     |
| Partito Radicale                              | 103 697   | 2,04  | 1     |
| Democrazia Proletaria                         | 91 814    | 1,81  | –     |
| Partito Nazionale Pensionati                  | 54 404    | 1,07  | –     |
| Partito Cristiano d'Azione Sociale            | 12 588    | 0,25  | –     |
| Lista per Trieste                             | 9 079     | 0,18  | –     |
| Totale                                        | 5 076 325 | 100   | 48    |

Circoscrizione Trentino-Alto Adige;
| Liste                                         | Voti    | %     | Seggi |
| --------------------------------------------- | ------- | ----- | ----- |
| Partito Popolare Sud Tirolese                 | 157 444 | 33,66 | 3     |
| Democrazia Cristiana                          | 138 598 | 29,63 | 3     |
| Partito Comunista Italiano                    | 54 003  | 11,54 | 1     |
| Partito Socialista Italiano                   | 33 626  | 7,19  | –     |
| Partito Repubblicano Italiano                 | 22 380  | 4,78  | –     |
| Partito Popolare Trentino Tirolese            | 17 354  | 3,71  | –     |
| Movimento Sociale Italiano - Destra Nazionale | 15 132  | 3,23  | –     |
| Partito Socialista Democratico Italiano       | 11 369  | 2,43  | –     |
| Partito Radicale                              | 9 281   | 1,98  | –     |
| Partito Liberale Italiano                     | 7 642   | 1,63  | –     |
| Lista per Trieste                             | 952     | 0,20  | –     |
| Totale                                        | 467 781 | 100   | 7     |

Circoscrizione Veneto;
| Liste                                         | Voti      | %     | Seggi |
| --------------------------------------------- | --------- | ----- | ----- |
| Democrazia Cristiana                          | 1 074 591 | 43,37 | 12    |
| Partito Comunista Italiano                    | 528 362   | 21,33 | 5     |
| Partito Socialista Italiano                   | 254 057   | 10,25 | 2     |
| Partito Repubblicano Italiano                 | 128 117   | 5,17  | 1     |
| Movimento Sociale Italiano - Destra Nazionale | 101 452   | 4,09  | 1     |
| Partito Socialista Democratico Italiano       | 98 720    | 3,98  | 1     |
| Liga Veneta                                   | 91 171    | 3,68  | 1     |
| Partito Liberale Italiano                     | 76 405    | 3,08  | –     |
| Partito Nazionale Pensionati                  | 45 641    | 1,84  | –     |
| Partito Radicale                              | 45 041    | 1,82  | –     |
| Democrazia Proletaria                         | 31 941    | 1,29  | –     |
| Lista per Trieste                             | 2 081     | 0,08  | –     |
| Totale                                        | 2 477 579 | 100   | 23    |

Circoscrizione Friuli-Venezia Giulia;
| Liste                                         | Voti    | %     | Seggi |
| --------------------------------------------- | ------- | ----- | ----- |
| Democrazia Cristiana                          | 260 317 | 35,05 | 4     |
| Partito Comunista Italiano                    | 168 454 | 22,68 | 2     |
| Partito Socialista Italiano                   | 80 740  | 10,87 | 1     |
| Lista per Trieste                             | 47 793  | 6,44  | –     |
| Movimento Sociale Italiano - Destra Nazionale | 41 291  | 5,56  | –     |
| Partito Socialista Democratico Italiano       | 36 786  | 4,95  | –     |
| Partito Repubblicano Italiano                 | 35 869  | 4,83  | –     |
| Movimento Friuli                              | 23 847  | 3,21  | –     |
| Partito Liberale Italiano                     | 17 291  | 2,33  | –     |
| Partito Radicale                              | 13 177  | 1,77  | –     |
| Unione Slovena                                | 8 904   | 1,20  | –     |
| Democrazia Proletaria                         | 8 191   | 1,10  | –     |
| Totale                                        | 742 660 | 100   | 7     |

Circoscrizione Liguria;
| Liste                                                             | Voti      | %     | Seggi |
| ----------------------------------------------------------------- | --------- | ----- | ----- |
| Partito Comunista Italiano                                        | 396 637   | 36,59 | 5     |
| Democrazia Cristiana                                              | 311 341   | 28,72 | 4     |
| Partito Socialista Italiano                                       | 112 384   | 10,37 | 1     |
| Partito Liberale Italiano-Partito Socialista Democratico Italiano | 72 298    | 6,67  | –     |
| Partito Repubblicano Italiano                                     | 70 795    | 6,53  | –     |
| Movimento Sociale Italiano - Destra Nazionale                     | 59 426    | 5,48  | –     |
| Partito Radicale                                                  | 27 265    | 2,52  | –     |
| Lista per Trieste - PPPIU                                         | 19 118    | 1,76  | –     |
| Democrazia Proletaria                                             | 14 714    | 1,36  | –     |
| Totale                                                            | 1 083 978 | 100   | 10    |

Circoscrizione Emilia-Romagna;
| Liste                                         | Voti      | %     | Seggi |
| --------------------------------------------- | --------- | ----- | ----- |
| Partito Comunista Italiano                    | 1 219 906 | 47,85 | 12    |
| Democrazia Cristiana                          | 592 686   | 23,25 | 6     |
| Partito Socialista Italiano                   | 250 842   | 9,84  | 2     |
| Partito Repubblicano Italiano                 | 156 978   | 6,16  | 1     |
| Partito Socialista Democratico Italiano       | 93 841    | 3,68  | –     |
| Movimento Sociale Italiano - Destra Nazionale | 91 685    | 3,60  | –     |
| Partito Liberale Italiano                     | 57 367    | 2,25  | –     |
| Partito Radicale                              | 32 862    | 1,29  | –     |
| Partito Nazionale Pensionati                  | 28 372    | 1,11  | –     |
| Democrazia Proletaria                         | 20 879    | 0,82  | –     |
| Unione Pensionati e Pensionandi d'Italia      | 2 972     | 0,12  | –     |
| Lista per Trieste                             | 1 117     | 0,04  | –     |
| Totale                                        | 2 549 507 | 100   | 21    |

Circoscrizione Toscana;
| Liste                                         | Voti      | %     | Seggi |
| --------------------------------------------- | --------- | ----- | ----- |
| Partito Comunista Italiano                    | 1 044 368 | 46,95 | 10    |
| Democrazia Cristiana                          | 587 321   | 26,40 | 6     |
| Partito Socialista Italiano                   | 251 171   | 11,29 | 2     |
| PLI - PRI                                     | 107 803   | 4,85  | 1     |
| Movimento Sociale Italiano - Destra Nazionale | 95 732    | 4,30  | –     |
| Partito Socialista Democratico Italiano       | 48 423    | 2,18  | –     |
| Partito Nazionale Pensionati                  | 32 084    | 1,44  | –     |
| Partito Radicale                              | 30 150    | 1,36  | –     |
| Democrazia Proletaria                         | 24 721    | 1,11  | –     |
| Lista per Trieste                             | 2 637     | 0,12  | –     |
| Totale                                        | 2 224 410 | 100   | 19    |

Circoscrizione Umbria;
| Liste                                         | Voti    | %     | Seggi |
| --------------------------------------------- | ------- | ----- | ----- |
| Partito Comunista Italiano                    | 229 777 | 45,59 | 4     |
| Democrazia Cristiana                          | 132 842 | 26,36 | 2     |
| Partito Socialista Italiano                   | 64 095  | 12,72 | 1     |
| Movimento Sociale Italiano - Destra Nazionale | 29 285  | 5,81  | –     |
| Partito Repubblicano Italiano                 | 15 965  | 3,17  | –     |
| Partito Nazionale Pensionati                  | 9 127   | 1,81  | –     |
| Partito Socialista Democratico Italiano       | 8 085   | 1,60  | –     |
| Partito Liberale Italiano                     | 5 226   | 1,04  | –     |
| Partito Radicale                              | 4 911   | 0,97  | –     |
| Democrazia Proletaria                         | 4 714   | 0,94  | –     |
| Totale                                        | 504 027 | 100   | 7     |

Circoscrizione Marche;
| Liste                                         | Voti    | %     | Seggi |
| --------------------------------------------- | ------- | ----- | ----- |
| Partito Comunista Italiano                    | 325 516 | 38,20 | 4     |
| Democrazia Cristiana                          | 292 894 | 34,37 | 3     |
| Partito Socialista Italiano                   | 83 131  | 9,76  | 1     |
| Movimento Sociale Italiano - Destra Nazionale | 43 848  | 5,15  | –     |
| Partito Repubblicano Italiano                 | 38 185  | 4,48  | –     |
| Partito Socialista Democratico Italiano       | 25 023  | 2,94  | –     |
| Partito Liberale Italiano                     | 13 643  | 1,60  | –     |
| Partito Nazionale Pensionati                  | 12 302  | 1,44  | –     |
| Partito Radicale                              | 9 715   | 1,14  | –     |
| Democrazia Proletaria                         | 7 028   | 0,82  | –     |
| Lista per Trieste                             | 801     | 0,09  | –     |
| Totale                                        | 852 086 | 100   | 8     |

Circoscrizione Lazio;
| Liste                                         | Voti      | %     | Seggi |
| --------------------------------------------- | --------- | ----- | ----- |
| Democrazia Cristiana                          | 848 857   | 30,51 | 9     |
| Partito Comunista Italiano                    | 843 680   | 30,32 | 9     |
| Movimento Sociale Italiano - Destra Nazionale | 299 852   | 10,78 | 3     |
| Partito Socialista Italiano                   | 274 687   | 9,87  | 3     |
| Partito Repubblicano Italiano                 | 130 777   | 4,70  | 1     |
| Partito Socialista Democratico Italiano       | 126 001   | 4,53  | 1     |
| Partito Liberale Italiano                     | 86 152    | 3,10  | 1     |
| Partito Radicale                              | 75 754    | 2,72  | –     |
| Partito Nazionale Pensionati                  | 55 679    | 2,00  | –     |
| Democrazia Proletaria                         | 26 825    | 0,96  | –     |
| Unione Pensionati e Pensionandi d'Italia      | 7 923     | 0,28  | –     |
| Lista di Lotta                                | 6 403     | 0,23  | –     |
| Totale                                        | 2 782 590 | 100   | 27    |

Circoscrizione Abruzzo;
| Liste                                         | Voti    | %     | Seggi |
| --------------------------------------------- | ------- | ----- | ----- |
| Democrazia Cristiana                          | 292 939 | 42,61 | 4     |
| Partito Comunista Italiano                    | 209 696 | 30,50 | 2     |
| Partito Socialista Italiano                   | 75 069  | 10,92 | 1     |
| Movimento Sociale Italiano - Destra Nazionale | 49 636  | 7,22  | –     |
| PLI - PRI                                     | 19 701  | 2,87  | –     |
| Partito Socialista Democratico Italiano       | 17 483  | 2,54  | –     |
| Partito Nazionale Pensionati                  | 12 823  | 1,86  | –     |
| Partito Radicale                              | 9 364   | 1,36  | –     |
| Lista per Trieste - PPPIU                     | 856     | 0,12  | –     |
| Totale                                        | 687 567 | 100   | 7     |

Circoscrizione Molise;
| Liste                                         | Voti    | %     | Seggi |
| --------------------------------------------- | ------- | ----- | ----- |
| Democrazia Cristiana                          | 94 873  | 55,90 | 2     |
| Per il Rinnovamento del Molise                | 33 525  | 19,75 | –     |
| Movimento Sociale Italiano - Destra Nazionale | 12 265  | 7,23  | –     |
| Partito Socialista Democratico Italiano       | 7 759   | 4,57  | –     |
| Democrazia Proletaria                         | 6 733   | 3,97  | –     |
| Partito Repubblicano Italiano                 | 5 537   | 3,26  | –     |
| Partito Liberale Italiano                     | 5 379   | 3,17  | –     |
| Partito Radicale                              | 3 642   | 2,15  | –     |
| Totale                                        | 169 713 | 100   | 2     |

Circoscrizione Campania;
| Liste                                         | Voti      | %     | Seggi |
| --------------------------------------------- | --------- | ----- | ----- |
| Democrazia Cristiana                          | 837 865   | 32,75 | 11    |
| Partito Comunista Italiano                    | 653 225   | 25,53 | 9     |
| Movimento Sociale Italiano - Destra Nazionale | 360 251   | 14,08 | 4     |
| Partito Socialista Italiano                   | 314 253   | 12,28 | 4     |
| Partito Socialista Democratico Italiano       | 131 849   | 5,15  | 1     |
| Partito Repubblicano Italiano                 | 96 717    | 3,78  | 1     |
| Partito Liberale Italiano                     | 62 185    | 2,43  | –     |
| Partito Radicale                              | 41 284    | 1,61  | –     |
| Partito Nazionale Pensionati                  | 29 293    | 1,14  | –     |
| Democrazia Proletaria                         | 25 022    | 0,98  | –     |
| Lista per Trieste - PPPIU                     | 6 606     | 0,26  | –     |
| Totale                                        | 2 558 550 | 100   | 30    |

Circoscrizione Puglia;
| Liste                                         | Voti      | %     | Seggi |
| --------------------------------------------- | --------- | ----- | ----- |
| Democrazia Cristiana                          | 642 118   | 33,42 | 8     |
| Partito Comunista Italiano                    | 512 861   | 26,69 | 6     |
| Partito Socialista Italiano                   | 267 668   | 13,93 | 3     |
| Movimento Sociale Italiano - Destra Nazionale | 236 825   | 12,33 | 3     |
| Partito Socialista Democratico Italiano       | 107 805   | 5,61  | 1     |
| Partito Repubblicano Italiano                 | 62 766    | 3,27  | –     |
| Partito Nazionale Pensionati                  | 38 098    | 1,98  | –     |
| Partito Liberale Italiano                     | 32 811    | 1,71  | –     |
| Partito Radicale                              | 20 348    | 1,06  | –     |
| Totale                                        | 1 921 300 | 100   | 21    |

Circoscrizione Basilicata;
| Liste                                         | Voti    | %     | Seggi |
| --------------------------------------------- | ------- | ----- | ----- |
| Democrazia Cristiana                          | 132 169 | 43,43 | 4     |
| Partito Comunista Italiano                    | 91 133  | 29,95 | 2     |
| Partito Socialista Italiano                   | 35 189  | 11,56 | 1     |
| Movimento Sociale Italiano - Destra Nazionale | 20 184  | 6,63  | –     |
| Partito Socialista Democratico Italiano       | 14 498  | 4,76  | –     |
| Partito Repubblicano Italiano                 | 4 487   | 1,47  | –     |
| Partito Liberale Italiano                     | 2 782   | 0,91  | –     |
| Partito Radicale                              | 2 513   | 0,83  | –     |
| Lista per Trieste - PPPIU                     | 1 360   | 0,45  | –     |
| Totale                                        | 304 315 | 100   | 7     |

Circoscrizione Calabria;
| Liste                                         | Voti    | %     | Seggi |
| --------------------------------------------- | ------- | ----- | ----- |
| Democrazia Cristiana                          | 322 724 | 34,61 | 4     |
| Partito Comunista Italiano                    | 275 129 | 29,50 | 4     |
| Partito Socialista Italiano                   | 153 391 | 16,45 | 2     |
| Movimento Sociale Italiano - Destra Nazionale | 99 620  | 10,68 | 1     |
| PLI - PRI - PSDI                              | 47 608  | 5,11  | –     |
| Partito Nazionale Pensionati                  | 18 186  | 1,95  | –     |
| Partito Radicale                              | 8 999   | 0,97  | –     |
| Democrazia Proletaria                         | 6 867   | 0,74  | –     |
| Totale                                        | 932 524 | 100   | 11    |

Circoscrizione Sicilia;
| Liste                                         | Voti      | %     | Seggi |
| --------------------------------------------- | --------- | ----- | ----- |
| Democrazia Cristiana                          | 772 903   | 33,05 | 10    |
| Partito Comunista Italiano                    | 531 611   | 22,73 | 6     |
| Partito Socialista Italiano                   | 313 699   | 13,41 | 4     |
| Movimento Sociale Italiano - Destra Nazionale | 281 621   | 12,04 | 3     |
| Partito Repubblicano Italiano                 | 128 791   | 5,51  | 1     |
| Partito Socialista Democratico Italiano       | 127 403   | 5,45  | 1     |
| Partito Liberale Italiano                     | 85 251    | 3,65  | 1     |
| Partito Nazionale Pensionati                  | 34 747    | 1,49  | –     |
| Partito Radicale                              | 27 482    | 1,18  | –     |
| Democrazia Proletaria                         | 20 020    | 0,86  | –     |
| Fronte Nazionale Siciliano                    | 8 243     | 0,35  | –     |
| Lista per Trieste                             | 6 685     | 0,29  | –     |
| Totale                                        | 2 338 456 | 100   | 26    |

Circoscrizione Sardegna;
| Liste                                         | Voti    | %     | Seggi |
| --------------------------------------------- | ------- | ----- | ----- |
| Democrazia Cristiana                          | 261 147 | 33,01 | 4     |
| Partito Comunista Italiano                    | 241 571 | 30,53 | 3     |
| Partito Socialista Italiano                   | 87 410  | 11,05 | 1     |
| Partito Sardo d'Azione                        | 76 797  | 9,71  | 1     |
| Movimento Sociale Italiano - Destra Nazionale | 57 525  | 7,27  | –     |
| PLI - PRI - PSDI                              | 49 270  | 6,23  | –     |
| Partito Radicale                              | 11 822  | 1,49  | –     |
| Lista per Trieste - UDP                       | 5 678   | 0,72  | –     |
| Totale                                        | 791 220 | 100   | 9     |

Circoscrizione Valle d'Aosta.
| Liste                                         | Voti   | %     | Seggi |
| --------------------------------------------- | ------ | ----- | ----- |
| Union Valdôtaine - UVP - DP                   | 26 547 | 42,69 | 1     |
| Partito Comunista Italiano                    | 15 116 | 24,31 | –     |
| Democrazia Cristiana                          | 11 243 | 18,08 | –     |
| Partito Socialista Italiano                   | 3 943  | 6,34  | –     |
| PLI - PRI - PSDI                              | 3 340  | 5,37  | –     |
| Movimento Sociale Italiano - Destra Nazionale | 1 999  | 3,21  | –     |
| Totale                                        | 62 188 | 100   | 1     |